# Eleazar ben Simó
Eleazar ben Simó va ser un cap dels rebels jueus durant la Primera guerra judeoromana (66-70). contra els líders romans Vespasià i Titus.

## Biografia
Eleazar formava part d'una noble família de sacerdots.
Va participar com a cap militar a la revolta dels jueus en contra de l'Imperi Romà que va esclatar l'any 66. En aquest any, Eleazar va aconseguir un rotund èxit quan els seus homes atrapats en una trampa van destruir tota una legió romana, la Legio XII Fulminata comandada pel Llegat romà de Síria Cesti Gal, prop de Beth-horón.
Amb una força de jueus armats amb l'equip perdut pels romans i amb el suport del sacerdot Zacaries, fill de Amphikalles, Eleazar van enderrocar el líder de la revolta, el gran sacerdot Ananies, que tenia la intenció de trobar un final diplomàtic a la guerra i va acceptar l'ajuda d'Edom.
Entre el 68 i 70, els jueus de Jerusalem es van dividir en faccions, fet que va donar lloc a una guerra civil, abans i durant el setge de Jerusalem pels romans dirigits per Titus. Eleazar comandava els zelotes, i el seu antagonista principal era Joan de Giscala, que havia aconseguit escapar a la nit de Giscala assetjada pels romans, i es va dirigir a Jerusalem. En no reconèixer l'autoritat de Joan, Eleazar va decidir tancar-se al Temple de Jerusalem juntament amb Judà, així Helika i Simó Ben Ezron. Durant la Pasqua, els zelotes van obrir les portes del pati del temple per permetre entrar als fidels, i els partidaris de Joan es van confondre entre la multitud de pelegrins i van entrar dins.